# Carlos Palacios Núñez
Carlos Alonso Enrique Palacios Núñez (Renca, 20 de julio de 2000) es un futbolista profesional chileno que se desempeña como mediocampista ofensivo o extremo en el Club Atlético Boca Juniors de la Primera División de Argentina. 
Además, es internacional con la Selección de fútbol de Chile desde 2020.

## Trayectoria

### Inicios y formación en Unión Española
Oriundo de Renca, a los 11 años fue llevado a entrenar a las inferiores de Universidad Católica junto a su compañero Lucas Alarcón por el entrenador Luis Lee-Chong, donde estuvieron dos meses entrenando, hasta que fueron desafectados. Lee-Chong les ofreció probarse en Universidad de Chile o Unión Española, Alarcón eligió el club laico, mientras que Palacios al conjunto hispano. Ambos pasaron sus respectivas pruebas.
Debutó en el primer equipo hispano en 2018 jugando 14 partidos. Al año siguiente, vio minutos en 5 partidos. La temporada 2020 fue su explosión, jugando 33 partidos, siendo electo como el jugador revelación del torneo de Primera División. Jugó 58 partidos por Unión Española, marcando 10 goles.
En ese año 2020, Carlos Palacios se destacó principalmente como extremo derecho, y también jugó unos pocos partidos como centrodelantero.

### Paso por Brasil

#### Internacional
En marzo de 2021 es anunciado su fichaje por Internacional de la Serie A brasileña, primero en condición de cedido y luego transferido desde 2022, en un contrato hasta 2025. Palacios indicó que su paso por el conjunto colorado «no fui 100% profesional (...) mi mente estaba en otra cosa».

#### Vasco Da Gama
En abril de 2022, es anunciado su traspaso al Vasco da Gama de la Série B brasileña, firmando un contrato hasta fines de 2025. Aportó en el ascenso del Gigante de La Colina a la Serie A con 24 partidos jugados y 1 gol, además de presentar problemas de indisciplinas los cuales no habrían gustado a la dirigencia del club.

### Colo-Colo
El 10 de enero de 2023, fue presentado como nuevo jugador de Colo-Colo, en calidad de cedido por toda la temporada 2023.

### Boca Juniors
En diciembre de 2024, Boca Juniors compró la ficha de Palacios por USD $4.800.000 dólares, siendo esta la primera compra del equipo argentino en la temporada.El 23 de enero de 2025, el volante fue presentado como refuerzo de Boca. El 2 de febrero de ese mismo año, el volante marcó su primer gol con la camiseta del Xeneize, frente a Huracán y fue la figura del encuentro.

## Selección nacional

### Clasificatorias

#### Clasificatorias Catar 2022
El día 6 de noviembre de 2020, fue incluido en la nómina dada a conocer por la ANFP para disputar los partidos eliminatorios frente a Perú y Venezuela. Su debut fue en el partido del 17 de noviembre de 2020 ante el equipo de Venezuela como visitante. 

#### Clasificatorias Norteamérica 2026
Fue convocado por Ricardo Gareca para disputar los partidos eliminatorios contra Argentina y Bolivia, en septiembre de 2024. Participó en ambas derrotas de la selección. Para la siguiente fecha, nuevamente fue nominado, viendo minutos ante Brasil; sin embargo, el 12 de octubre fue liberado de la convocatoria aduciendo motivos personales.

#### Participaciones en Copa América
| Torneo            | Sede   | Resultado        | Partidos | Goles | Asist. |
| ----------------- | ------ | ---------------- | -------- | ----- | ------ |
| Copa América 2021 | Brasil | Cuartos de final | 2        | 0     | 0      |

#### Participaciones en Clasificatorias a Copas del Mundo
| Eliminatorias                 | Sede            | Resultado   | Partidos | Goles | Asist. |
| ----------------------------- | --------------- | ----------- | -------- | ----- | ------ |
| Eliminatorias Mundial de 2022 | América del Sur | 7.º lugar   | 4        | 0     | 0      |
| Eliminatorias Mundial de 2026 | América del Sur | Por definir | 3        | 0     | 0      |

### Partidos internacionales
Actualizado hasta el 10 de octubre de 2024.
| 1     | 17 de noviembre de 2020  | Estadio Olímpico de la UCV, Caracas, Venezuela    | Venezuela  | 2-1 | Chile   |   | Clasificatorias Catar 2022          |  |  |
| 2     | 26 de marzo de 2021      | Estadio El Teniente, Rancagua, Chile              | Chile      | 2-1 | Bolivia |   | Amistoso                            |  |  |
| 3     | 3 de junio de 2021       | Madre de Ciudades, Santiago del Estero, Argentina | Argentina  | 1-1 | Chile   |   | Clasificatorias a Catar 2022        |  |  |
| 4     | 14 de junio de 2021      | Estadio Nilton Santos, Río de Janeiro, Brasil     | Argentina  | 1-1 | Chile   |   | Copa América 2021                   |  |  |
| 5     | 2 de julio de 2021       | Estadio Nilton Santos, Río de Janeiro, Brasil     | Brasil     | 1-0 | Chile   |   | Copa América 2021                   |  |  |
| 6     | 2 de septiembre de 2021  | Estadio Monumental, Santiago, Chile               | Chile      | 0-1 | Brasil  |   | Clasificatorias a Catar 2022        |  |  |
| 7     | 9 de septiembre de 2021  | Estadio Metropolitano, Barranquilla, Colombia     | Colombia   | 3-1 | Chile   |   | Clasificatorias a Catar 2022        |  |  |
| 8     | 5 de septiembre de 2024  | Estadio Monumental, Buenos Aires, Argentina       | Argentina  | 3-0 | Chile   |   | Clasificatorias a Norteamérica 2026 |  |  |
| 9     | 10 de septiembre de 2024 | Estadio Nacional, Santiago, Chile                 | Chile      | 1-2 | Bolivia |   | Clasificatorias a Norteamérica 2026 |  |  |
| 10    | 10 de octubre de 2024    | Estadio Nacional, Santiago, Chile                 | Chile      | 1-2 | Brasil  |   | Clasificatorias a Norteamérica 2026 |  |  |
| Total | Total                    | Total                                             | Presencias | 10  | Goles   | 0 |                                     |  |  |

| Selección chilena | Selección chilena | Selección chilena |
| Año               | Partidos          | Goles             |
| ----------------- | ----------------- | ----------------- |
| 2020              | 1                 | 0                 |
| 2021              | 6                 | 0                 |
| 2024              | 3                 | 0                 |
| Total             | 10                | 0                 |

## Estadísticas

### Clubes
| Club                         | Div           | Temporada     | Liga  | Liga  | Liga   | Regionales | Regionales | Regionales | Copas nacionales | Copas nacionales | Copas nacionales | Torneos internacionales | Torneos internacionales | Torneos internacionales | Total | Total | Total  | Media goleadora |
| Club                         | Div           | Temporada     | Part. | Goles | Asist. | Part.      | Goles      | Asist.     | Part.            | Goles            | Asist.           | Part.                   | Goles                   | Asist.                  | Part. | Goles | Asist. | Media goleadora |
| ---------------------------- | ------------- | ------------- | ----- | ----- | ------ | ---------- | ---------- | ---------- | ---------------- | ---------------- | ---------------- | ----------------------- | ----------------------- | ----------------------- | ----- | ----- | ------ | --------------- |
| Unión Española · Chile       | 1.ª           | 2018          | 14    | 0     | 0      | —          | —          | —          | 3                | 0                | 0                | —                       | —                       | —                       | 17    | 0     | 0      | 0               |
| Unión Española · Chile       | 1.ª           | 2019          | 5     | 2     | 2      | —          | —          | —          | 1                | 0                | 0                | —                       | —                       | —                       | 6     | 2     | 2      | 0.33            |
| Unión Española · Chile       | 1.ª           | 2020          | 33    | 8     | 6      | —          | —          | —          | —                | —                | —                | —                       | —                       | —                       | 33    | 8     | 6      | 0.24            |
| Unión Española · Chile       | 1.ª           | 2021          | —     | —     | —      | —          | —          | —          | —                | —                | —                | 2                       | 0                       | 0                       | 2     | 0     | 0      | 0               |
| Unión Española · Chile       | Total         | Total         | 52    | 10    | 8      | 0          | 0          | 0          | 4                | 0                | 0                | 2                       | 0                       | 0                       | 58    | 10    | 8      | 0.17            |
| S. C. Internacional · Brasil | 1.ª           | 2021          | 20    | 0     | 3      | 8          | 0          | 0          | —                | —                | —                | 6                       | 0                       | 0                       | 34    | 0     | 3      | 0               |
| S. C. Internacional · Brasil | 1.ª           | 2022          | —     | —     | —      | 1          | 0          | 0          | —                | —                | —                | —                       | —                       | —                       | 1     | 0     | 0      | 0               |
| S. C. Internacional · Brasil | Total         | Total         | 20    | 0     | 3      | 9          | 0          | 0          | 0                | 0                | 0                | 6                       | 0                       | 0                       | 35    | 0     | 3      | 0               |
| C. R. Vasco da Gama · Brasil | 2.ª           | 2022          | 24    | 1     | 1      | —          | —          | —          | —                | —                | —                | —                       | —                       | —                       | 24    | 1     | 1      | 0.04            |
| C. R. Vasco da Gama · Brasil | Total         | Total         | 24    | 1     | 1      | 0          | 0          | 0          | 0                | 0                | 0                | 0                       | 0                       | 0                       | 24    | 1     | 1      | 0.04            |
| C. S y D. Colo-Colo · Chile  | 1.ª           | 2023          | 23    | 7     | 3      | —          | —          | —          | 7                | 5                | 1                | 5                       | 1                       | 1                       | 35    | 13    | 5      | 0.37            |
| C. S y D. Colo-Colo · Chile  | 1.ª           | 2024          | 23    | 7     | 4      | —          | —          | —          | 5                | 3                | 4                | 14                      | 3                       | 3                       | 42    | 13    | 11     | 0.31            |
| C. S y D. Colo-Colo · Chile  | Total         | Total         | 46    | 14    | 7      | 0          | 0          | 0          | 12               | 8                | 5                | 19                      | 4                       | 4                       | 77    | 26    | 16     | 0.34            |
| C. A. Boca Juniors Argentina | 1.ª           | 2025          | 18    | 3     | 3      | —          | —          | —          | 1                | 0                | 0                | 5                       | 0                       | 0                       | 24    | 3     | 3      | 0.2             |
| C. A. Boca Juniors Argentina | Total         | Total         | 18    | 3     | 3      | 0          | 0          | 0          | 1                | 0                | 0                | 5                       | 0                       | 0                       | 24    | 3     | 3      | 0.2             |
| Total carrera                | Total carrera | Total carrera | 160   | 28    | 22     | 9          | 0          | 0          | 17               | 8                | 5                | 32                      | 4                       | 4                       | 218   | 40    | 31     | 0.19            |
| 1. 2. 3. 4.                  |               |               |       |       |        |            |            |            |                  |                  |                  |                         |                         |                         |       |       |        |                 |

#### Goles internacionales
| Goles internacionales | Goles internacionales | Goles internacionales | Goles internacionales | Goles internacionales | Goles internacionales | Goles internacionales | Goles internacionales | Goles internacionales | Goles internacionales |
| Fecha                 | Resultado final       | Resultado final       | Resultado final       | Resultado final       | Lugar                 | Estadio               | Temporada             | Temporada             | Gol                   |
| --------------------- | --------------------- | --------------------- | --------------------- | --------------------- | --------------------- | --------------------- | --------------------- | --------------------- | --------------------- |
| 19-04-2023            | Colo-Colo             | 1                     | 0                     | Monagas               | Santiago              | Monumental            | 2023                  | Copa Libertadores     | Anotado               |
| 13-03-2024            | Colo-Colo             | 2                     | 1                     | Sportivo Trinidense   | Santiago              | Monumental            | 2024                  | Copa Libertadores     | Anotado               |
| 29-05-2024            | Colo-Colo             | 1                     | 1                     | Cerro Porteño         | Asunción              | Defensores del Chaco  | 2024                  | Copa Libertadores     | Anotado               |
| 17-09-2024            | Colo-Colo             | 1                     | 1                     | River Plate           | Santiago              | Monumental            | 2024                  | Copa Libertadores     | Anotado               |

### Selecciones
| Selección      | Temporada     | Amistosos | Amistosos | Amistosos | Sudamérica | Sudamérica | Sudamérica | Mundial | Mundial | Mundial | Total | Total | Total  | Media goleadora |
| Selección      | Temporada     | Part.     | Goles     | Asist.    | Part.      | Goles      | Asist.     | Part.   | Goles   | Asist.  | Part. | Goles | Asist. | Media goleadora |
| -------------- | ------------- | --------- | --------- | --------- | ---------- | ---------- | ---------- | ------- | ------- | ------- | ----- | ----- | ------ | --------------- |
| Adulta · Chile | 2020          | —         | —         | —         | 1          | 0          | 0          | —       | —       | —       | 1     | 0     | 0      | 0.0             |
| Adulta · Chile | 2021          | 1         | 0         | 0         | 5          | 0          | 0          | —       | —       | —       | 6     | 0     | 0      | 0.0             |
| Adulta · Chile | 2022          | —         | —         | —         | —          | —          | —          | —       | —       | —       | 0     | 0     | 0      | 0.0             |
| Adulta · Chile | 2023          | —         | —         | —         | —          | —          | —          | —       | —       | —       | 0     | 0     | 0      | 0.0             |
| Adulta · Chile | 2024          | —         | —         | —         | 3          | 0          | 0          | —       | —       | —       | 3     | 0     | 0      | 0.0             |
| Adulta · Chile | Total         | 1         | 0         | 0         | 9          | 0          | 0          | 0       | 0       | 0       | 10    | 0     | 0      | 0.00            |
| Total carrera  | Total carrera | 1         | 0         | 0         | 9          | 0          | 0          | 0       | 0       | 0       | 10    | 0     | 0      | 0.00            |
| 1.             |               |           |           |           |            |            |            |         |         |         |       |       |        |                 |

### Tripletes
| Partidos en los que anotó tres o más goles | Partidos en los que anotó tres o más goles | Partidos en los que anotó tres o más goles | Partidos en los que anotó tres o más goles | Partidos en los que anotó tres o más goles | Partidos en los que anotó tres o más goles | Partidos en los que anotó tres o más goles |
| N.º                                        | Fecha                                      | Estadio                                    | Partido                                    | Goles                                      | Resultado                                  | Competición                                |
| ------------------------------------------ | ------------------------------------------ | ------------------------------------------ | ------------------------------------------ | ------------------------------------------ | ------------------------------------------ | ------------------------------------------ |
| 1                                          | 4 de julio de 2023                         | Estadio Monumental, Santiago de Chile      | Colo-Colo - Unión La Calera                |                                            | 6 - 1                                      | Copa Chile 2023                            |

## Palmarés

### Campeonatos nacionales
| Título             | Equipo    | País  | Año  |
| ------------------ | --------- | ----- | ---- |
| Copa Chile         | Colo-Colo | Chile | 2023 |
| Primera División   | Colo-Colo | Chile | 2024 |
| Supercopa de Chile | Colo-Colo | Chile | 2024 |

### Otros logros
| Logro             | Equipo        | País   | Año  |
| ----------------- | ------------- | ------ | ---- |
| Ascenso a Série A | Vasco da Gama | Brasil | 2022 |

### Distinciones individuales
| Distinción                                                  | Año  |
| ----------------------------------------------------------- | ---- |
| Futbolista Revelación - Encuesta El Deportivo de La Tercera | 2020 |
| Parte del Equipo Ideal de El Gráfico Chile - ANFP           | 2020 |
| Máximo goleador de la Copa Chile (5 goles)                  | 2023 |
| Equipo ideal del año en la Gala Crack Easy                  | 2024 |